# 40-ва стрілецька дивізія (СРСР)
40-ва стрілецька орденів Леніна і Суворова 2-го ступеня дивізія імені Серго Орджонікідзе — стрілецька дивізія, загальновійськове з'єднання РСЧА.

## Історія створення
Наказом народного комісара військових і морських справ (НКВіМС) № 055311/сс від 27 грудня 1929 року у відповідності з постановою голови Революційно-військової ради СРСР (РВР СРСР) на території Сибірського військового округу була сформована 40-ва територіальна стрілецька дивізія в складі:
- управління дивізії;
- три стрілецьких полки без відділень військових собак у батареях полкової артилерії;
- артилерійський полк без відділень військових собак у батареях;
- кавалерійський ескадрон;
- рота зв'язку;
- саперна рота.

Розквартирування новоствореної дивізії відбувалось в пунктах дислокації 26-ї стрілецької дивізії, яка вибула зі складу округу до окремої Червонопрапорної Далекосхідної армії.
Районом комплектування дивізії визначались Красноярський, Канський і Ачинський округи.
У січні 1932 року 40-ва стрілецька дивізія розгорнулася в кадрову і відбула до складу ОЧДА.

## Битва на озері Хасан
Наприкінці липня 1938 року загострився конфлікт на радянсько-японському кордоні поблизу озера Хасан. Командувач Далекосхідним фронтом Маршал Радянського Союзу В. К. Блюхер наказав командиру 40-ї стрілецької дивізії полковнику В. К. Базарову спільно з підрозділами прикордонників забезпечити недоторканність радянського кордону. Отримавши наказ, полковник В. К. Базаров відразу ж підняв дивізію по тривозі. До її складу входили 118-й, 119-й і 120-й стрілецькі полки, 40-й окремий танковий батальйон і два артилерійських полки. Підрозділам належало форсованим маршем здолати сільно пересічену місцевість і зосередитись в районі Зайсановка, Заріччя. Слід врахувати, що безпосередньо в районі озера Хасан не було жодного скільки-небудь придатного для пересування військ путівця.
До вечора 28 липня 1938 року на цій ділянці державного кордону СРСР, крім посилених груп прикордонників, в районі застави «Пакшекорі» розташувалася 7-ма стрілецька рота підтримки 119-го стрілецького полку зі взводом танків під командуванням лейтенанта Д. Т. Левченка. Два посилених батальйони підтримки дивізії дислокувалися в районі Заріччя.
30 липня до місця подій прибув 3-й батальйон 118-го стрілецького полку і був готовий вступити в бій. Командир батальйону старший лейтенант Рогодеєв, оцінивши обстановку, вирішив контратакувати японців, щоб зупинити їх наступ. Роти батальйону, до складу яких увійшли і прикордонники, розгорнулися поблизу застави «Підгірна» і пішли вперед. Їх просування підтримували легкі гармати. Супротивник здригнувся і почав повільний відступ. Внаслідок контратаки вдалось відбити висоту 62.1, захоплену раніше японцями, й очистити від японців все східне і частину південного узбережжя озера Хасан. Пооте, знекровлені в жорстокому бою, стрілецькі підрозділи продовжувати наступ далі були не в змозі. Японці почали спішно закріплюватися на пагорбах, підтягувати резерви, відкрили інтенсивний вогонь з гармат і мінометів.
Надвечір 1 серпня 40-ва стрілецька дивізія своїми основними силами зосередилася в дефіле між озерами Хасан і Доріцине. О 22 годині в Заріччі комкор Г. М. Штерн поставив їй бойову задачу: за будь-яку ціну знищити японців у районі сопок Безіменна, Заозерна і забезпечити недоторканність радянського кордону на цій ділянці.
Вранці 2 серпня силами 119-го і 120-го стрілецьких полків з доданим 32-м окремим танковим батальйоном і двома артилерійськими дивізіонами був нанесений головний удар на висоту Безіменну з півночі, а допоміжний — з півдня 118-м стрілецьким полком. На кінець дня 119-й стрілецький полк вийшов на північно-східні схили сопки Безіменної. Озеро Хасан йому довелося долати вбрід і вплав. Вийшовши з води, мокрі і втомлені бійці були обстріляні вогнем супротивника й були змушені залягти і окопатися. 120-й стрілецький полк, оволодівши східними схилами сопки Безіменної, намагався розвинути успіх, але, відчуваючи сильну протидію супротивника, був змушений був припинити атаку і також залягти. До кінця того ж дня на східні і південно-східні відлоги сопки Безіменної вийшов і 118-й стрілецький полк. Цього дня, не зважаючи на мужність і відвагу воїнів, 40-ва стрілецька дивізія понесла великі втрати.
Наступного дня, 3 серпня, 40-ва стрілецька дивізія, не домігшись успіху, стала виходити з бою. Її відхід на вихідні позиції відбувався під сильним вогнем японців. Лише до 15 години дня батальйони дивізії вийшли в призначені їм райони зосередження. Не зважаючи на мужність і відвагу воїнів, 40-ва стрілецька дивізія понесла великі втрати.
На 6 серпня радянським командуванням був призначений генеральний наступ в районі висот Безіменної і Заозерної. Вранці цього дня полковник В. К. Базаров віддав бойовий наказ полкам дивізії: «…40-ва стрілецька дивізія, атакуючи японо-манчжурів…, має основним завданням знищити супротивника спільно з 32-ю стрілецькою дивізією в районі Заозерної, оволодіти і міцно закріпити за собою висоту Заозерну…»
Наступ радянських військ розпочався 6 серпня о 16.00 потужним ударом радянської авіації. Після нальоту авіації по висотах і по місцях передбачуваного зосередження японських резервів був проведений вогневий наліт артилерії. О 17.00, після артилерійської підготовки, при підтримці танкових батальйонів 2-ї механізованої бригади, стрілецькі підрозділи пішли в наступ і зав'язали бої за висоти. О 18.00, в результаті багнетної атаки, підрозділи 96-го стрілецького полку 32-ї стрілецької дивізії зайняли північно-східні схили висоти Безіменної. Одночасно підрозділи 118-го стрілецького полку 40-ї стрілецької дивізії при підтримці танків обігнули озеро Хасан з заходу і атакували Заозерну. У той самий час 119-й стрілецький полк огинав Хасан з півночі. Оволодівши східними схилами Безіменної, він пішов у наступ на Заозерну. О 22.00 взвод лейтенанта Корольова досяг її підніжжя, а ще за півгодини атака полків з флангів завершилася стрімким багнетним ударом, і частина висоти Заозерної була звільнена від загарбників.
На світанку 7 серпня бої за висоту Заозерну поновилися. Японці намагалися повернути втрачені позиції. Підтягнувши значні резерви, вони протягом дня здійснили 20 запеклих контратак. Протягом ночі відбито 4 атаки на ділянці 118-го стрілецького полку. Бої за висоти тривали також 8 і 9 серпня. На третій день боїв частини 40-ї стрілецької дивізії оволоділи майже всім довгим гребенем (крім його північної частини) сопки Заозерної.

## Радянсько-японська війна
В роки німецько-радянської війни дивізія дислокувалася на Далекому Сході у складі 25-ї армії. У бойових діях в цей час участі не брала.
Під час радянсько-японської війни в ході Харбін-Гіринської наступальної операції, на кінець дня 10 серпня 1945 року з'єднання 25-ї армії Далекосхідного фронту подолали тактичну зону оборони супротивника й оволоділи Дуннінським, Дунцзінченським і Хуньчуньським укріпленими районами, перерізали дорогу Дуннін — Туминьцзян — Хуньчунь, вклинилися в оборону супротивника на глибину 15-20 км.
У період з 9 по 20 серпня 1945 року 40-ва стрілецька дивізія оволоділа містами Даванцин, Кінчан і Тумень, захопивши при цьому багато полонених і трофеїв. 3-й стрілецький полк дивізії з 9 по 17 серпня 1945 року, діючи у складних умовах гірсько-лісистої місцевості, знищив кілька сотень японських солдатів і офіцерів, десятки ДЗОТів, взяв багато полонених і трофеїв.
17 серпня 1945 року дивізія, під вогнем супротивника форсувавши річку Каяхе, вела бої за місто Тумень (Китай), змусивши гарнізон міста і всю 79-ту піхотну дивізію японців до капітуляції. При цьому було взято в полон до 10 тисяч японських солдатів і офіцерів, захоплено багато техніки та інших трофеїв.
З жовтня 1945 по лютий 1946 року 40-ва стрілецька дивізія дислокувалася в місті Хойрен (Північна Корея).

## Бойовий склад
- 3-й (118-й) стрілецький полк;
- 178-й (119-й) стрілецький полк;
- 231-й (120-й) стрілецький полк;
- 91-й легкий артилерійський полк;
- 107-й гаубичний артилерійський полк;
- 53-й окремий винищувальний протитанковий артилерійський дивізіон;
- 470-й окремий самохідний артилерійський дивізіон;
- 5-та окрема розвідувальна рота;
- 23-й окремий саперний батальйон;
- 86-й окремий батальйон зв'язку;
- 619-й окремий медико-санітарний батальйон;
- 1-ша окрема рота хімічного захисту;
- 362-га аатотранспортна рота;
- 70-та польова хлібопекарня;
- 252-га польова поштова станція;
- 259-та польова каса Держбанку.

## Командири дивізії
- 01.1930 — 02.1932 р. — Сазонтов Андрій Якович;
- 06.1938 — 07.1939 р. — Базаров Володимир Кузьмич, полковник, з 12.1938 р. — комбриг;
- 03.07.1939 — 24.01.1942 р. — Мамонов Степан Кирилович, комбриг, з 07.10.1941 р. — генерал-майор;
- 25.01.1942 — 14.11.1942 р. — Пирялін Тимофій Петрович, полковник;
- 17.11.1942 — 22.09.1943 р. — Дьяков Порфирій Іванович, полковник, з 28.04.1943 р. — генерал-майор;
- 23.09.1943 — 25.05.1944 р. — Шанін Григорій Іванович, полковник;
- 26.05.1944 — 15.12.1944 р. — Пономаренко Іван Родіонович, полковник;
- 16.12.1944 — 03.09.1945 р. — Сопельцев Захар Дмитрович, полковник;
- з 04.09.1945 р. — Ципленков Семен Григорович, полковник.

## Нагороди і почесні звання
- імені Серго Орджонікідзе (14.04.1937).
- (Указ Президії Верховної Ради СРСР від 25.10.1938 р.) — «За зразкове виконання бойових завдань, за доблесть і геройство, виявлені особовим складом при обороні району озера Хасан».
- (Указ Президії Верховної Ради СРСР від 19.09.1945 р.) — за успішні бойові дії проти мілітаристської Японії і масовий героїзм особового складу.

## Герої дивізії
1. Бегоулєв Борис Петрович — військлікар 2-го рангу, начальник медичної служби 120-го стрілецького полку (Указ ПВР СРСР від 25.10.1938 р.);
2. Гвоздьов Іван Володимирович — політрук, помічник начальника політвідділу дивізії з комсомолу (Указ ПВР СРСР від 25.10.1938 р.);
3. Гуденко Сергій Гаврилович — червоноармієць, кулеметник 120-го стрілецького полку (Указ ПВР СРСР від 25.10.1938 р.);
4. Колесников Григорій Якович — червоноармієць, заряджаючий гармати танку 118-го стрілецького полку (Указ ПВР СРСР від 25.10.1938 р.);
5. Корнєв Григорій Семенович — молодший командир, командир танка 118-го стрілецького полку (Указ ПВР СРСР від 25.10.1938 р.);
6. Лазарєв Іван Романович — лейтенант, командир вогневого взводу 53-го окремого винищувального протитанкового дивізіону (Указ ПВР СРСР від 25.10.1938 р.);
7. Левченко Дорофій Тимофійович — старший лейтенант, командир роти 119-го стрілецького полку (Указ ПВР СРСР від 25.10.1938 р.);
8. Мошляк Іван Никонович — лейтенант, секретар партбюро 118-го стрілецького полку (Указ ПВР СРСР від 25.10.1938 р.);
9. Пожарський Іван Олексійович — старший політрук, військовий комісар 5-го окремого розвідувального батальйону (Указ ПВР СРСР від 25.10.1938 р.);
10. Провалов Костянтин Іванович — капітан, командир 120-го стрілецького полку (Указ ПВР СРСР від 25.10.1938 р.);
11. Пушкарьов Костянтин Іванович — молодший командир, механік-водій танка 118-го стрілецького полку (Указ ПВР СРСР від 25.10.1938 р.);
12. Раков Василь Сергійович — молодший командир, командир відділення 23-го окремого саперного батальйону (Указ ПВР СРСР від 25.10.1938 р.).